# CREB1
پروتئین ۱ متصل‌شونده به عامل واکنش‌دهنده به آدنوزین مونوفسفات حلقه‌ای (انگلیسی: CAMP responsive element binding protein 1) یک پروتئین است که در انسان توسط ژن «CREB1» کُدگذاری می‌شود. این پروتئین به عامل واکنش‌دهنده به آدنوزین مونوفسفات حلقه‌ای متصل می‌شود که یک توالی نوکلئوتیدی دی‌ان‌ای است که در پروموتر بسیاری از ویروس‌ها و سلول‌ها یافت می‌شود. این پروتئین در واقع یک فاکتور رونویسی CREB و عضوی از خانوادهٔ زیپ لوسین از پروتئین‌های دی‌ان‌ای پیوست است. این پروتئین همچنین توسط برخی پروتئین کینازها فسفریله شده و رونویسی ژنی را در پاسخ به تحریک هورومونی در مسیرهای آدنوزین مونوفسفات حلقه‌ای آغاز می‌کند. در اثر پیرایش دگرسان در این ژن، دو نسخهٔ رونویسی گوناگون حاصل می‌شود که ایزوفرم‌های متفاوتی را کُدگذاری می‌کنند.

## تعامل‌های شیمیایی
این پروتئین با مولکول‌های زیر تعامل پروتئین-پروتئین دارد:
- CEBPB[۷]
- پروتئین متصل‌شونده به CREB[۸][۹][۱۰][۱۱][۱۲][۱۳][۱۴][۱۵][۱۶][۱۷]
- FHL2[۱۸]
- FHL3[۱۸]
- FHL5[۱۸]
- HTATIP[۱۹]
- پی۵۳[۱۴] و
- RPS6KA5[۲۰][۲۱]

## برای مطالعهٔ بیشتر
- Don J, Stelzer G (Feb 2002). "The expanding family of CREB/CREM transcription factors that are involved with spermatogenesis". Molecular and Cellular Endocrinology. 187 (1–2): 115–24. doi:10.1016/S0303-7207(01)00696-7. PMID 11988318. S2CID 23023082.
- Pandey SC (Oct 2004). "The gene transcription factor cyclic AMP-responsive element binding protein: role in positive and negative affective states of alcohol addiction". Pharmacology & Therapeutics. 104 (1): 47–58. doi:10.1016/j.pharmthera.2004.08.002. PMID 15500908.
- Wu H, Zhou Y, Xiong ZQ (Jul 2007). "Transducer of regulated CREB and late phase long-term synaptic potentiation". The FEBS Journal. 274 (13): 3218–23. doi:10.1111/j.1742-4658.2007.05891.x. PMID 17565597. S2CID 15804067.
- Kitagawa K (Jul 2007). "CREB and cAMP response element-mediated gene expression in the ischemic brain". The FEBS Journal. 274 (13): 3210–7. doi:10.1111/j.1742-4658.2007.05890.x. PMID 17565598. S2CID 29917569.
- Takemori H, Kajimura J, Okamoto M (Jul 2007). "TORC-SIK cascade regulates CREB activity through the basic leucine zipper domain". The FEBS Journal. 274 (13): 3202–9. doi:10.1111/j.1742-4658.2007.05889.x. PMID 17565599. S2CID 30323449.
- Siu YT, Jin DY (Jul 2007). "CREB--a real culprit in oncogenesis". The FEBS Journal. 274 (13): 3224–32. doi:10.1111/j.1742-4658.2007.05884.x. PMID 17565603. S2CID 39040147.